# Hoste (powiat Galanta)
Hoste (węg. Kisgeszt) – wieś (obec) na Słowacji, w kraju trnawskim, w powiecie Galanta. Miejscowość położona jest na Nizinie Naddunajskiej.